# Городская администрация Нукус
Городская администрация Нукус (каракалп. No’kis qalasi ha’kimyati, узб. Nukus shahar hokimligi) — административно-территориальная единица в составе Республики Каракалпакстан, включающее в себя город Нукус и 2 пгт.
Городскую администрацию возглавляет хаким города Нукус. Население Нукуса 336,5 тыс.

## История
До 2000-х годов городская администрация включал в себя 4 пгт. 1. Кызкеткен, 2. Пристанский, 3. Бестобе, 4. Каратау.
А в начале 2000-х годов Кызкеткен и Пристанский был включен в черту города Нукус.